# Andrenosoma choprai
Andrenosoma choprai là một loài ruồi trong họ Asilidae. Andrenosoma choprai được Bromley miêu tả năm 1935. Loài này phân bố ở miền Ấn Độ - Mã Lai.